# Lijst van Japanse ministers van Justitie

## Ministers van Justitie van Japan (1948–heden)
| Minister van Justitie 法務大臣 | Minister van Justitie 法務大臣 | Minister van Justitie 法務大臣            | Ambtstermijn                            | Ambtstermijn                             | Partij(en)               | Premier(s)                    | Kabinet(en)     |
| ------------------------------ | ------------------------------ | ----------------------------------------- | --------------------------------------- | ---------------------------------------- | ------------------------ | ----------------------------- | --------------- |
|                                | Shigeru Yoshida                | Shigeru Yoshida 吉田茂 (1878–1967)        | 19 oktober 1948                         | 7 november 1948                          | DLP                      | Shigeru Yoshida (1948–1954)   | Yoshida II      |
|                                | Shunkichi Ikeda                | Shunkichi Ikeda 殖田俊吉 (1890–1960)      | 7 november 1948                         | [ 2 ]                                    | O                        | Shigeru Yoshida (1948–1954)   | Yoshida II      |
| O                              | Shunkichi Ikeda                | Shunkichi Ikeda 殖田俊吉 (1890–1960)      | 7 november 1948                         | [ 2 ]                                    | Yoshida III              | Shigeru Yoshida (1948–1954)   |                 |
|                                | Takeo Ohashi                   | Takeo Ohashi 大橋武夫 (1904–1981)         | 28 juni 1950                            | 25 december 1951                         | Yoshida III              | Shigeru Yoshida (1948–1954)   | DLP             |
|                                | Tokutaro Kimura                | Tokutaro Kimura 木村篤太郎 (1886–1981)    | 25 december 1951                        | 30 oktober 1952                          | Yoshida III              | Shigeru Yoshida (1948–1954)   | DLP             |
|                                | Takeru Inukai                  | Takeru Inukai 犬養健 (1896–1960)          | 30 oktober 1952                         | 22 april 1954                            | DLP                      | Shigeru Yoshida (1948–1954)   | Yoshida IV      |
| Yoshida V                      | Takeru Inukai                  | Takeru Inukai 犬養健 (1896–1960)          | 30 oktober 1952                         | 22 april 1954                            | DLP                      | Shigeru Yoshida (1948–1954)   |                 |
|                                | Ryogoro Kato                   | Ryogoro Kato 加藤鐐五郎 (1883–1970)       | 22 april 1954                           | 20 juni 1954                             | DLP                      | Shigeru Yoshida (1948–1954)   |                 |
|                                | Naoshi Ohara                   | Naoshi Ohara 小原直 (1877–1967)           | 20 juni 1954                            | 10 december 1954                         | DLP                      | Shigeru Yoshida (1948–1954)   |                 |
|                                | Shiro Hanamura                 | Shiro Hanamura 花村四郎 (1891–1963)       | 10 december 1954                        | 22 november 1955                         | JDP                      | Ichiro Hatoyama (1954–1956)   | I. Hatoyama I   |
| I. Hatoyama II                 | Shiro Hanamura                 | Shiro Hanamura 花村四郎 (1891–1963)       | 10 december 1954                        | 22 november 1955                         | JDP                      | Ichiro Hatoyama (1954–1956)   |                 |
|                                | Ryozo Makino                   | Ryozo Makino 牧野良三 (1885–1961)         | 22 november 1955                        | 23 december 1956                         | LDP                      | Ichiro Hatoyama (1954–1956)   | I. Hatoyama III |
|                                | Umekichi Nakamura              | Umekichi Nakamura 中村梅吉 (1901–1984)    | 23 december 1956                        | 10 juli 1957                             | LDP                      | Tanzan Ishibashi (1956–1957)  | Ishibashi       |
| Nobusuke Kishi (1957–1960)     | Umekichi Nakamura              | Umekichi Nakamura 中村梅吉 (1901–1984)    | 23 december 1956                        | 10 juli 1957                             | LDP                      | Kishi I                       |                 |
| Nobusuke Kishi (1957–1960)     |                                |                                           | Toshiki Karasawa 唐沢俊樹 (1891–1967)   | 10 juli 1957                             | 12 juni 1958             | Kishi I                       | LDP             |
| Nobusuke Kishi (1957–1960)     |                                | Kiichi Aichi                              | Kiichi Aichi 愛知揆一 (1907–1973)       | 12 juni 1958                             | 18 juni 1959             | LDP                           | Kishi II        |
| Nobusuke Kishi (1957–1960)     |                                | Hiroya Ino                                | Hiroya Ino 井野碩哉 (1891–1980)         | 18 juni 1959                             | 19 juli 1960             | LDP                           | Kishi II        |
|                                | Tetsuzo Kojima                 | Tetsuzo Kojima 小島徹三 (1899–1988)       | 19 juli 1960                            | 8 december 1960                          | LDP                      | Hayato Ikeda (1960–1964)      | Ikeda I         |
|                                |                                | Koshiro Ueki 植木庚子郎 (1900–1980)       | 8 december 1960                         | 18 juli 1962                             | LDP                      | Hayato Ikeda (1960–1964)      | Ikeda II        |
|                                | Kunio Nakagaki                 | Kunio Nakagaki 中垣國男 (1911–1987)       | 18 juli 1962                            | 18 juli 1963                             | LDP                      | Hayato Ikeda (1960–1964)      | Ikeda II        |
|                                | Konobu Kaya                    | Konobu Kaya 賀屋興宣 (1889–1977)          | 18 juli 1963                            | 18 juli 1964                             | LDP                      | Hayato Ikeda (1960–1964)      | Ikeda II        |
| LDP                            | Konobu Kaya                    | Konobu Kaya 賀屋興宣 (1889–1977)          | 18 juli 1963                            | 18 juli 1964                             | Ikeda III                | Hayato Ikeda (1960–1964)      |                 |
|                                |                                | Hitoshi Takahashi 高橋等 (1903–1965)      | 18 juli 1964                            | 3 juni 1965                              | Ikeda III                | Hayato Ikeda (1960–1964)      | LDP             |
| LDP                            | Eisaku Sato (1964–1972)        | Hitoshi Takahashi 高橋等 (1903–1965)      | 18 juli 1964                            | 3 juni 1965                              | Sato I                   |                               |                 |
|                                | Eisaku Sato (1964–1972)        | Mitsujiro Ishii                           | Mitsujiro Ishii 石井光次郎 (1889–1981)  | 3 juni 1965                              | Sato I                   | 3 december 1966               | LDP             |
|                                | Eisaku Sato (1964–1972)        |                                           | Isanji Tanaka 田中伊三次 (1906–1987)    | 3 december 1966                          | Sato I                   | 25 november 1967              | LDP             |
| LDP                            | Eisaku Sato (1964–1972)        | Sato II                                   | Isanji Tanaka 田中伊三次 (1906–1987)    | 3 december 1966                          |                          | 25 november 1967              |                 |
|                                | Eisaku Sato (1964–1972)        | Sato II                                   | Bunzo Akama                             | Bunzo Akama 赤間文三 (1899–1973)         | 25 november 1967         | 30 november 1968              | LDP             |
|                                | Eisaku Sato (1964–1972)        | Sato II                                   | Kichinosuke Saigo                       | Kichinosuke Saigo 西郷吉之助 (1906–1997) | 30 november 1968         | 14 januari 1970               | LDP             |
|                                | Eisaku Sato (1964–1972)        |                                           | Takeharu Kobayashi 小林武治 (1899–1988) | 14 januari 1970                          | 8 februari 1971          | LDP                           | Sato III        |
|                                | Eisaku Sato (1964–1972)        |                                           | Daisuke Akita 秋田大助 (1906–1988)      | 8 februari 1971                          | 17 februari 1971         | LDP                           | Sato III        |
|                                | Eisaku Sato (1964–1972)        |                                           | Koshiro Ueki 植木庚子郎 (1900–1980)     | 17 februari 1971                         | 5 juli 1971              | LDP                           | Sato III        |
|                                | Eisaku Sato (1964–1972)        | Shigesaburo Maeo                          | Shigesaburo Maeo 前尾繁三郎 (1905–1981) | 5 juli 1971                              | 7 juli 1972              | LDP                           | Sato III        |
|                                |                                | Yuuichi Kori 郡祐一 (1902–1983)           | 7 juli 1972                             | 22 december 1972                         | LDP                      | Kakuei Tanaka (1974–1974)     | K. Tanaka I     |
|                                |                                | Tanaka Isanji 田中伊三次 (1906–1987)      | 22 december 1972                        | 25 november 1973                         | LDP                      | Kakuei Tanaka (1974–1974)     | K. Tanaka II    |
|                                | Umekichi Nakamura              | Umekichi Nakamura 中村梅吉 (1901–1984)    | 25 november 1973                        | 11 november 1974                         | LDP                      | Kakuei Tanaka (1974–1974)     | K. Tanaka II    |
|                                |                                | Seigo Hamano 浜野清吾 (1898–1990)         | 11 november 1974                        | 9 december 1974                          | LDP                      | Kakuei Tanaka (1974–1974)     | K. Tanaka II    |
|                                | Osamu Inaba                    | Osamu Inaba 稲葉修 (1909–1992)            | 9 december 1974                         | 24 december 1976                         | LDP                      | Takeo Miki (1974–1976)        | Miki            |
|                                |                                | Hajime Fukuda 福田一 (1902–1997)          | 24 december 1976                        | 5 oktober 1977                           | LDP                      | Takeo Fukuda (1976–1978)      | T. Fukuda       |
|                                | Mitsuo Setoyama                | Mitsuo Setoyama 瀬戸山三男 (1904–1997)    | 5 oktober 1977                          | 7 december 1978                          | LDP                      | Takeo Fukuda (1976–1978)      | T. Fukuda       |
|                                |                                | Kimi Furui 古井喜実 (1903–1995)           | 7 december 1978                         | 10 november 1979                         | LDP                      | Masayoshi Ohira (1978–1980)   | Ohira I         |
|                                |                                | Tadao Kuraishi 倉石忠雄 (1900–1986)       | 10 november 1979                        | 17 juli 1980                             | LDP                      | Masayoshi Ohira (1978–1980)   | Ohira II        |
|                                | Seisuke Okuno                  | Seisuke Okuno 奥野誠亮 (1913–2016)        | 17 juli 1980                            | 30 november 1981                         | LDP                      | Zenko Suzuki (1980–1980)      | Suzuki          |
|                                | Michio Watanabe                | Michio Watanabe 坂田道太 (1916–2004)      | 30 november 1981                        | 27 november 1982                         | LDP                      | Zenko Suzuki (1980–1980)      | Suzuki          |
|                                |                                | Hatano Akira 秦野章 (1911–2002)           | 27 november 1982                        | 27 december 1983                         | LDP                      | Yasuhiro Nakasone (1982–1987) | Nakasone I      |
|                                |                                | Eisaku Sumi 住栄作 (1920–1986)            | 27 december 1983                        | 1 november 1984                          | LDP                      | Yasuhiro Nakasone (1982–1987) | Nakasone II     |
|                                |                                | Hitoshi Shimazaki 嶋崎均 (1923–1997)      | 1 november 1984                         | 28 december 1985                         | LDP                      | Yasuhiro Nakasone (1982–1987) | Nakasone II     |
|                                |                                | Shogo Suzuki 鈴木省吾 (1911–1999)         | 28 december 1985                        | 22 juli 1986                             | LDP                      | Yasuhiro Nakasone (1982–1987) | Nakasone II     |
|                                |                                | Kaname Endo 遠藤要 (1915–2010)            | 22 juli 1986                            | 6 november 1987                          | LDP                      | Yasuhiro Nakasone (1982–1987) | Nakasone III    |
|                                |                                | Yukio Hayashida 林田悠紀夫 (1915–2007)    | 6 november 1987                         | 28 december 1988                         | LDP                      | Noboru Takeshita (1987–1989)  | Takeshita       |
|                                |                                | Shun Hasegawa 長谷川峻 (1912–1992)        | 28 december 1988                        | 30 december 1988                         | LDP                      | Noboru Takeshita (1987–1989)  | Takeshita       |
|                                |                                | Masami Takatsuji 高辻正己 (1910–1997)     | 30 december 1988                        | 3 juni 1989                              | LDP                      | Noboru Takeshita (1987–1989)  | Takeshita       |
|                                | Kazuho Tanikawa                | Kazuho Tanikawa 谷川和穂 (1930–2018)      | 3 juni 1989                             | 10 augustus 1989                         | LDP                      | Sosuke Uno (1989)             | Uno             |
|                                |                                | Masao Goto 後藤正夫 (1913–2000)           | 10 augustus 1989                        | 28 februari 1990                         | LDP                      | Toshiki Kaifu (1989–1991)     | Kaifu I         |
|                                |                                | Makoto Hasegawa 長谷川信 (1918–1990)      | 28 februari 1990                        | 13 september 1990                        | LDP                      | Toshiki Kaifu (1989–1991)     | Kaifu II        |
|                                | Seiroku Kajiyama               | Seiroku Kajiyama 梶山静六 (1926–2000)     | 13 september 1990                       | 30 december 1990                         | LDP                      | Toshiki Kaifu (1989–1991)     | Kaifu II        |
|                                |                                | Sato Megumi 左藤恵 (1924–2021)            | 30 december 1990                        | 5 november 1991                          | LDP                      | Toshiki Kaifu (1989–1991)     | Kaifu II        |
|                                |                                | Takashi Tahara 田原隆 (1925–2012)         | 5 november 1991                         | 12 december 1992                         | LDP                      | Kiichi Miyazawa (1991–1993)   | Miyazawa        |
|                                | Masaharu Gotoda                | Masaharu Gotoda 後藤田正晴 (1914–2005)    | 12 december 1992                        | 9 augustus 1993                          | LDP                      | Kiichi Miyazawa (1991–1993)   | Miyazawa        |
|                                | Akira Mikazuki                 | Akira Mikazuki 三ヶ月章 (1921–2010)       | 9 augustus 1993                         | 28 april 1994                            | O                        | Morihiro Hosokawa (1993–1994) | Hosokawa        |
|                                |                                | Shigeto Nagano 永野茂門 (1922–2010)       | 28 april 1994                           | 8 mei 1994                               | JRP                      | Tsutomu Hata (1994)           | Hata            |
|                                | Hiroshi Nakai                  | Hiroshi Nakai 中井洽 (1942–2017)          | 8 mei 1994                              | 30 juni 1994                             | DSP                      | Tsutomu Hata (1994)           | Hata            |
|                                |                                | Isao Maeda 前田勲男 (1943–2016)           | 30 juni 1994                            | 8 augustus 1995                          | LDP                      | Tomiichi Murayama (1994–1996) | Murayama        |
|                                |                                | Tomoharu Tazawa 田沢智治 (1932–2006)      | 8 augustus 1995                         | 10 oktober 1995                          | LDP                      | Tomiichi Murayama (1994–1996) | Murayama        |
|                                |                                | Hiroshi Miyazawa 宮澤弘 (1921–2012)       | 10 oktober 1995                         | 11 januari 1996                          | LDP                      | Tomiichi Murayama (1994–1996) | Murayama        |
|                                |                                | Ritsuko Nagao 長尾立子 (1933)             | 11 januari 1996                         | 6 november 1996                          | LDP                      | Ryutaro Hashimoto (1996–1998) | Hashimoto I     |
|                                |                                | Isao Matsuura 松浦功 (1923–2002)          | 6 november 1996                         | 11 september 1997                        | LDP                      | Ryutaro Hashimoto (1996–1998) | Hashimoto II    |
|                                | Kokichi Shimoinaba             | Kokichi Shimoinaba 小渕恵三 (1926–2014)   | 11 september 1997                       | 30 juli 1998                             | LDP                      | Ryutaro Hashimoto (1996–1998) | Hashimoto II    |
|                                | Shozaburo Nakamura             | Shozaburo Nakamura 中村正三郎 (1934–2023) | 30 juli 1998                            | 8 maart 1999                             | LDP                      | Keizo Obuchi (1998–2000)      | Obuchi          |
|                                | Takao Jinnouchi                | Takao Jinnouchi 陣内孝雄 (1933)           | 8 maart 1999                            | 5 oktober 1999                           | LDP                      | Keizo Obuchi (1998–2000)      | Obuchi          |
|                                | Hideo Usui                     | Hideo Usui 臼井日出男 (1939)              | 5 oktober 1999                          | 5 juli 2000                              | LDP                      | Keizo Obuchi (1998–2000)      | Obuchi          |
| LDP                            | Hideo Usui                     | Hideo Usui 臼井日出男 (1939)              | 5 oktober 1999                          | 5 juli 2000                              | Yoshiro Mori (2000–2001) | Mori I                        |                 |
|                                | Okiharu Yasuoka                | Okiharu Yasuoka 保岡興治 (1939–2019)      | 5 juli 2000                             | 5 december 2000                          | Yoshiro Mori (2000–2001) | LDP                           | Mori II         |
|                                | Nobutaka Machimura             | Masahiko Kōmura 高村正彦 (1942)           | 5 december 2000                         | 26 april 2001                            | Yoshiro Mori (2000–2001) | LDP                           | Mori II         |
|                                | Mayumi Moriyama                | Mayumi Moriyama 森山眞弓 (1927–2021)      | 26 april 2001                           | 22 september 2003                        | LDP                      | Junichiro Koizumi (2001–2006) | Koizumi I       |
|                                | Daizo Nozawa                   | Daizo Nozawa 野沢太三 (1933)              | 22 september 2003                       | 27 september 2004                        | LDP                      | Junichiro Koizumi (2001–2006) | Koizumi I       |
| LDP                            | Daizo Nozawa                   | Daizo Nozawa 野沢太三 (1933)              | 22 september 2003                       | 27 september 2004                        | Koizumi II               | Junichiro Koizumi (2001–2006) |                 |
|                                | Chieko Nono                    | Chieko Nono 南野知恵子 (1935)             | 27 september 2004                       | 31 oktober 2005                          | Koizumi II               | Junichiro Koizumi (2001–2006) | LDP             |
| LDP                            | Chieko Nono                    | Chieko Nono 南野知恵子 (1935)             | 27 september 2004                       | 31 oktober 2005                          | Koizumi III              | Junichiro Koizumi (2001–2006) |                 |
|                                | Seiken Sugiura                 | Seiken Sugiura 杉浦正健 (1934)            | 31 oktober 2005                         | 26 september 2006                        | Koizumi III              | Junichiro Koizumi (2001–2006) | LDP             |
|                                | Jinen Nagase                   | Jinen Nagase 長勢甚遠 (1943)              | 26 september 2006                       | 27 augustus 2007                         | LDP                      | Shinzo Abe (2006–2007)        | Abe I           |
|                                | Kunio Hatoyama                 | Kunio Hatoyama 鳩山邦夫 (1948–2016)       | 27 augustus 2007                        | 1 augustus 2008                          | LDP                      | Shinzo Abe (2006–2007)        | Abe I           |
| LDP                            | Kunio Hatoyama                 | Kunio Hatoyama 鳩山邦夫 (1948–2016)       | 27 augustus 2007                        | 1 augustus 2008                          | Yasuo Fukuda (2007–2008) | Y. Fukuda                     |                 |
|                                | Okiharu Yasuoka                | Okiharu Yasuoka 保岡興治 (1939–2019)      | 1 augustus 2008                         | 24 september 2008                        | Yasuo Fukuda (2007–2008) | Y. Fukuda                     | LDP             |
|                                | Eisuke Mori                    | Eisuke Mori 森英介 (1948)                 | 24 september 2008                       | 16 september 2009                        | LDP                      | Taro Aso (2008–2009)          | Aso             |
|                                | Keiko Chiba                    | Keiko Chiba 千葉景子 (1948)               | 16 september 2009                       | 17 september 2010                        | DP                       | Yukio Hatoyama (2009–2010)    | Y. Hatoyama     |
| Naoto Kan (2010–2011)          | Keiko Chiba                    | Keiko Chiba 千葉景子 (1948)               | 16 september 2009                       | 17 september 2010                        | DP                       | Kan                           |                 |
| Naoto Kan (2010–2011)          |                                | Minoru Yanagida                           | Minoru Yanagida 柳田稔 (1954)           | 17 september 2010                        | 22 november 2010         | Kan                           | DP              |
| Naoto Kan (2010–2011)          |                                | Yoshito Sengoku                           | Yoshito Sengoku 仙谷由人 (1946–2018)    | 22 november 2010                         | 15 januari 2011          | Kan                           | DP              |
| Naoto Kan (2010–2011)          |                                | Satsuki Eda                               | Satsuki Eda 江田五月 (1941–2021)        | 15 januari 2011                          | 1 september 2011         | Kan                           | DP              |
|                                | Hideo Hiraoka                  | Hideo Hiraoka 平岡秀夫 (1954)             | 1 september 2011                        | 12 januari 2012                          | DP                       | Yoshihiko Noda (2011–2012)    | Noda            |
|                                | Toshio Ogawa                   | Toshio Ogawa 小川敏夫 (1948)              | 12 januari 2012                         | 4 juni 2012                              | DP                       | Yoshihiko Noda (2011–2012)    | Noda            |
|                                | Makoto Taki                    | Makoto Taki 滝実 (1938)                   | 4 juni 2012                             | 1 oktober 2012                           | DP                       | Yoshihiko Noda (2011–2012)    | Noda            |
|                                | Keishu Tanaka                  | Keishu Tanaka 田中慶秋 (1938–2022)        | 1 oktober 2012                          | 24 oktober 2012                          | DP                       | Yoshihiko Noda (2011–2012)    | Noda            |
|                                | Tadamasa Kodaira               | Tadamasa Kodaira 小平忠正 (1942)          | 24 oktober 2012                         | 26 oktober 2012                          | DP                       | Yoshihiko Noda (2011–2012)    | Noda            |
|                                | Makoto Taki                    | Makoto Taki 滝実 (1938)                   | 26 oktober 2012                         | 26 december 2012                         | DP                       | Yoshihiko Noda (2011–2012)    | Noda            |
|                                | Sadakazu Tanigaki              | Sadakazu Tanigaki 谷垣禎一 (1945)         | 26 december 2012                        | 3 september 2014                         | LDP                      | Shinzo Abe (2012–2020)        | Abe II          |
|                                | Midori Matsushima              | Midori Matsushima 松島みどり (1956)       | 3 september 2014                        | 20 oktober 2014                          | LDP                      | Shinzo Abe (2012–2020)        | Abe II          |
|                                | Yoko Kamikawa                  | Yoko Kamikawa 上川陽子 (1953)             | 20 oktober 2014                         | 7 oktober 2015                           | LDP                      | Shinzo Abe (2012–2020)        | Abe II          |
| LDP                            | Yoko Kamikawa                  | Yoko Kamikawa 上川陽子 (1953)             | 20 oktober 2014                         | 7 oktober 2015                           | Abe III                  | Shinzo Abe (2012–2020)        |                 |
|                                | Mitsuhide Iwaki                | Mitsuhide Iwaki 岩城光英 (1949)           | 7 oktober 2015                          | 3 augustus 2016                          | Abe III                  | Shinzo Abe (2012–2020)        | LDP             |
|                                | Katsutoshi Kaneda              | Katsutoshi Kaneda 金田勝年 (1949)         | 3 augustus 2016                         | 3 augustus 2017                          | Abe III                  | Shinzo Abe (2012–2020)        | LDP             |
|                                | Yoko Kamikawa                  | Yoko Kamikawa 上川陽子 (1953)             | 3 augustus 2017                         | 1 oktober 2018                           | Abe III                  | Shinzo Abe (2012–2020)        | LDP             |
| LDP                            | Yoko Kamikawa                  | Yoko Kamikawa 上川陽子 (1953)             | 3 augustus 2017                         | 1 oktober 2018                           | Abe IV                   | Shinzo Abe (2012–2020)        |                 |
|                                | Takashi Yamashita              | Takashi Yamashita 山下貴司 (1965)         | 1 oktober 2018                          | 11 september 2019                        | Abe IV                   | Shinzo Abe (2012–2020)        | LDP             |
|                                | Katsuyuki Kawai                | Katsuyuki Kawai 河井克行 (1963)           | 11 september 2019                       | 31 oktober 2019                          | Abe IV                   | Shinzo Abe (2012–2020)        | LDP             |
|                                | Masako Mori                    | Masako Mori 森まさこ (1964)               | 31 oktober 2019                         | 16 september 2020                        | Abe IV                   | Shinzo Abe (2012–2020)        | LDP             |
|                                | Yoko Kamikawa                  | Yoko Kamikawa 上川陽子 (1953)             | 16 september 2020                       | 4 oktober 2021                           | LDP                      | Yoshihide Suga (2020–2021)    | Suga            |
|                                | Yoshihisa Furukawa             | Yoshihisa Furukawa 古川禎久 (1965)        | 4 oktober 2021                          | 10 augustus 2022                         | LDP                      | Fumio Kishida (2021–2024)     | Kishida I       |
| Kishida II                     | Yoshihisa Furukawa             | Yoshihisa Furukawa 古川禎久 (1965)        | 4 oktober 2021                          | 10 augustus 2022                         | LDP                      | Fumio Kishida (2021–2024)     |                 |
|                                | Yoko Kamikawa                  | Yasuhiro Hanashi 葉梨康弘 (1959)          | 10 augustus 2022                        | 10 november 2022                         | LDP                      | Fumio Kishida (2021–2024)     |                 |
|                                | Ken Saito                      | Ken Saito 齋藤健 (1959)                   | 10 november 2022                        | 13 september 2023                        | LDP                      | Fumio Kishida (2021–2024)     |                 |
|                                | Ryuji Koizumi                  | Ryuji Koizumi 小泉龍司 (1952)             | 13 september 2023                       | 1 oktober 2024                           | LDP                      | Fumio Kishida (2021–2024)     |                 |
|                                | Hideki Makihara                | Hideki Makihara 牧原 秀樹 (1971)          | 1 oktober 2024                          | 11 november 2024                         | LDP                      | Shigeru Ishiba (2024–heden)   | Ishiba I        |
|                                | Keisuke Suzuki                 | Keisuke Suzuki 鈴木 馨祐 (1977)           | 11 november 2024                        | heden                                    | LDP                      | Shigeru Ishiba (2024–heden)   | Ishiba II       |